# Rouilly
Rouilly és un municipi francès, situat al departament de Sena i Marne i a la regió de Illa de França. L'any 2007 tenia 472 habitants.
Forma part del cantó de Provins, del districte de Provins i de la Comunitat de comunes del Provinois.

## Demografia

### Població
El 2007 la població de fet de Rouilly era de 472 persones. Hi havia 182 famílies, de les quals 32 eren unipersonals (24 homes vivint sols i 8 dones vivint soles), 69 parelles sense fills, 73 parelles amb fills i 8 famílies monoparentals amb fills.
La població ha evolucionat segons el següent gràfic:
Habitants censats

### Habitatges
El 2007 hi havia 202 habitatges, 181 eren l'habitatge principal de la família, 10 eren segones residències i 11 estaven desocupats. 199 eren cases i 2 eren apartaments. Dels 181 habitatges principals, 169 estaven ocupats pels seus propietaris, 9 estaven llogats i ocupats pels llogaters i 3 estaven cedits a títol gratuït; 21 tenien tres cambres, 67 en tenien quatre i 93 en tenien cinc o més. 157 habitatges disposaven pel capbaix d'una plaça de pàrquing. A 76 habitatges hi havia un automòbil i a 91 n'hi havia dos o més.

### Piràmide de població
La piràmide de població per edats i sexe el 2009 era:
| Homes | Edats   | Dones |
| ----- | ------- | ----- |
| 0     | 95 o +  | 0     |
| 0     | 90 a 94 | 8     |
| 4     | 85 a 89 | 0     |
| 0     | 80 a 84 | 4     |
| 16    | 75 a 79 | 4     |
| 4     | 70 a 74 | 0     |
| 24    | 65 a 69 | 20    |
| 16    | 60 a 64 | 20    |
| 16    | 55 a 59 | 12    |
| 20    | 50 a 54 | 20    |
| 4     | 45 a 49 | 12    |
| 12    | 40 a 44 | 8     |
| 20    | 35 a 39 | 20    |
| 16    | 30 a 34 | 12    |
| 4     | 25 a 29 | 8     |
| 4     | 20 a 24 | 8     |
| 20    | 15 a 19 | 4     |
| 8     | 10 a 14 | 12    |
| 12    | 5 a 9   | 12    |
| 0     | 0 a 4   | 0     |

## Economia
El 2007 la població en edat de treballar era de 289 persones, 221 eren actives i 68 eren inactives. De les 221 persones actives 207 estaven ocupades (116 homes i 91 dones) i 14 estaven aturades (8 homes i 6 dones). De les 68 persones inactives 30 estaven jubilades, 21 estaven estudiant i 17 estaven classificades com a «altres inactius».

### Ingressos
El 2009 a Rouilly hi havia 187 unitats fiscals que integraven 496,5 persones, la mediana anual d'ingressos fiscals per persona era de 19.796 €.

### Activitats econòmiques
Dels 8 establiments que hi havia el 2007, 1 era d'una empresa extractiva, 1 d'una empresa de fabricació d'altres productes industrials, 4 d'empreses de construcció, 1 d'una empresa immobiliària i 1 d'una empresa de serveis.
Dels 4 establiments de servei als particulars que hi havia el 2009, 1 era un guixaire pintor, 1 fusteria, 1 lampisteria i 1 electricista.
L'any 2000 a Rouilly hi havia 3 explotacions agrícoles que ocupaven un total de 279 hectàrees.

## Equipaments sanitaris i escolars
El 2009 hi havia una escola elemental.

## Poblacions més properes
El següent diagrama mostra les poblacions més properes.